# Oxymeris lineopunctata
Oxymeris lineopunctata é uma espécie de gastrópode do gênero Oxymeris, pertencente a família Terebridae.